# Bactrocera caliginosa
Bactrocera caliginosa
 es una especie de díptero que Hardy describió por primera vez en 1970. Bactrocera caliginosa pertenece al género Bactrocera de la familia Tephritidae.